# Acanthurus monroviae
Espèce
Statut de conservation UICN

 LC  : Préoccupation mineure
Acanthurus monroviae, le Chirurgien ouest-africain, est une espèce de poissons marins de la famille des Acanthuridés.

## Description
Les Acanthuridés représentent un groupe charismatique d'espèces de poissons principalement de grande taille. Le nom commun de « poisson-chirurgien » fait référence aux écailles modifiées en forme de scalpel des deux côtés du pédoncule caudal qui sont utilisées dans les interactions agressives inter- et intraspécifiques. Ce sont des poissons aux couleurs et formes attrayantes, ce qui fait qu'ils sont largement utilisés en aquariophilie. Spécifiquement, le chirurgien ouest-africain est de couleur brune avec des lignes longitudinales ondulées bleu clair. Une grande zone elliptique jaune orangé entoure l'épine caudale. La membrane operculaire est brun foncé et le bord postérieur de la nageoire caudale présente une étroite bande blanchâtre.
A. monroviae peut atteindre une longueur standard maximale de 45 cm, mais sa taille habituelle est d'environ 38 cm en longueur standard.

## Systématique
Le nom valide complet (avec auteur) de ce taxon est Acanthurus monroviae Steindachner, 1876.
Ce taxon porte en français les noms vernaculaires ou normalisés suivants : Chirurgien, Chirurgien chas-chas, Docteur, Poisson-chirurgien ouest-africain.
Acanthurus monroviae a pour synonymes :
- Acanthurus monrovie Steindachner, 1876
- Teuthis munroviae (Steindachner, 1876)

En 2023, il y a 85 espèces d'acanthuridés décrites qui sont réparties en six genres. Une étude de 2013 a présenté une révision complète de la chronologie de l'évolution de la famille des Acanthuridae (poissons-chirurgiens et alliés). Parmi eux, la sous-famille des Acanthurinae, dont fait partie le chirurgien ouest-africain, représente un groupe ancien dont l'origine remonte à ∼42 Ma. Parmi les éléments mis en avant dans cette étude il y a l’évolution de la morphologie de l’estomac. Ces derniers sont à parois épaisses, semblables à des gésiers, et n'auraient évolué qu'une seule fois au sein d’Acanthurus. Cette morphologie a conduit les auteurs à postuler une origine commune de cet organe chez Acanthurus et Ctenochaetus et à recommander de fusionner les deux genres.

## Étymologie
Son épithète spécifique, monroviae, lui a été donnée en référence à Monrovia, la capitale du Liberia.

## Distribution
L'espèce est présente dans l'océan Atlantique tropical oriental, du Sud du Maroc à l'Angola, y compris les îles Canaries, le Cap-Vert et le golfe de Guinée. Elle a été observée dans la mer Méditerranée depuis 1987, au Sud de l'Espagne, en Tunisie, Algérie, Israël et Grèce. Des individus isolés ont également été signalés sur les côtes brésiliennes, et dans la mer Noire.

## Reproduction
Les stratégies de reproduction de la plupart des espèces du genre Acanthurus sont bien connues à l'exception notable de celle du chirurgien ouest-africain dont la biologie reste en grande partie inconnue à ce jour (2023). La ponte par paires ou en groupe est présente chez les acanthuridés en général, certaines espèces présentant les deux stratégies. La ponte par paires est souvent observée au sein de populations de poissons à faibles effectifs ainsi que cela a été noté chez les individus d’A. monroviae présents sur les côtes brésiliennes. Mais cette observation, effectuée justement sur des effectifs réduits, ne permet pas d'affirmer que cette stratégie est celle de l'espèce sur l'ensemble de son aire de distribution native et notamment là où elle est présente en grand nombre et forme parfois de larges bancs.

## Alimentation
Tout comme la plupart des acanthuridés, les chirurgiens ouest-africains sont principalement herbivores mais ont une tendance à l’omnivorie et peuvent consommer également des ressources alimentaires planctoniques d’origine animale, des détritus organiques et des invertébrés et sont fortement associés aux environnements récifaux.

## Protection
Acanthurus monroviae a été évalué pour la Liste rouge de l'UICN des espèces menacées en 2010 et à cette date, Acanthurus monroviae était classé dans la catégorie « Préoccupation mineure ».